# كونستانت ليستيان
كونستانت ليستيان (من مواليد 23 مايو 1992) هو لاعب تنس فرنسي محترف. يتنافس بشكل رئيسي في دائرة الاتحاد الدولي للتنس للرجال وجولة رابطة محترفي التنس تشالنجر. وقد فاز بلقبين فرديين في جولة رابطة محترفي التنس تشالنجر. بالإضافة إلى ذلك، فاز بخمسة ألقاب فردية وثلاثة ألقاب مزدوجة في حلبة دائرة الاتحاد الدولي للتنس للرجال.

## وصلات خارجية
- كونستانت ليستيان على موقع رابطة محترفي التنس (الإنجليزية)
- كونستانت ليستيان على موقع الاتحاد الدولي لكرة المضرب (الإنجليزية)
- كونستانت ليستيان على موقع خلاصة التنس.كوم (الإنجليزية)
- كونستانت ليستيان على موقع إي إس بي إن.كوم (الإنجليزية)